# Kapellberg (Morschen)
Der Kapellberg (gelegentlich auch Kapellenberg oder Kappelberg) ist eine aus dem Tal der Fulda aufragende 209,5 m hohe Muschelkalk-Kuppe im Süden der Gemarkung von Altmorschen, dem Verwaltungssitz der Gemeinde Morschen im Schwalm-Eder-Kreis in Nordhessen.

## Der Berg
Der kleine Berg liegt am äußersten westlichen Rand des Stölzinger Gebirges (Naturraum 357.4) etwa 1,4 km südsüdöstlich von Altmorschen in der Flur „Im Kappelgarten“ (mundartlich „Am Kappelbärch“) zwischen der Bundesstraße 83 im Osten und der Bahnstrecke Bebra–Baunatal-Guntershausen („Friedrich-Wilhelms-Nordbahn“) im Westen. Er ragt nur etwa 20 m über das umliegende Gelände hinaus, ist mit Gehölz und einigen vereinzelten Bäumen bewachsen und hat ein hohes hölzernes Gipfelkreuz. Trotz seiner geringen Höhe bietet er von seinem abgeflachten Gipfel, der über einen Rasenweg erreicht werden kann, eine schöne Aussicht nach allen Richtungen.

## Geschichtliches

### Wallfahrtskapelle
Laut einer Legende soll Bonifatius um 725 eine kleine Kapelle auf dem Berg errichtet haben, was allerdings wissenschaftlich nicht nachgewiesen ist. Sicher ist jedoch, dass das im nahen Altmorschen gelegene Kloster Haydau auf dem Berg eine Außenkapelle hatte, die um 1500 ein Wallfahrtsort war. Sie scheint nach der Einführung der Reformation in der Landgrafschaft Hessen 1526 und der Aufhebung des Klosters 1527 aufgegeben worden zu sein, und 1641 waren nur noch Mauerreste geblieben. Auch um 1778 und noch 1889 waren, wie ein Verzeichnis der Königlichen Oberförsterei Morschen belegt, noch Mauerreste vorhanden. Sichtbare Reste sind heute nicht mehr vorhanden.

### Kalksteinabbau
Spätestens ab 1892 wurde am Nordrand des Bergs Kalkstein zur Weiterverarbeitung im Kalkwerk des Domänenpächters Johannes Pestalozzi
abgebaut. Pestalozzi (1837–1907) pachtete 1881 die Staatsdomäne Haydau und betrieb deneben mehrere industrielle Unternehmen im Dorf (Rübensaftfabrik, Rohrweberei, Molkerei), ging dann allerdings 1900 in Konkurs und verzog in die Gegend von Stuttgart. Sein Besitz wurde versteigert. Es ist nicht bekannt, ob dieser Steinbruch und die Kalkbrennerei danach weiterbetrieben wurden, aber noch bis in die frühen 1930er Jahre wurde am Ostrand des Bergs ebenfalls Kalk abgebaut. Dieses Gebiet wurde dann bis in die 1970er Jahre Müllkippe der Gemeinde und ist seit 2009 Sammelstelle für Grünschnittabfall. Der ehemalige Kalksteinbruch Pestalozzis wurde 1929 eingeebnet und zu einem im Mai 1930 eingeweihten und noch heute vom TSV Altmorschen benutzten Fußballplatz umgewidmet. Die vom Steinbruch gebliebenen Ränder bilden auf drei Seiten rangartige Abschlüsse und schützen gegen Wind. Westlich daneben befindet sich das Bogensportgelände mit der Bogenhalle des Schützenvereins Altmorschen 1970.